# Albert Ballin

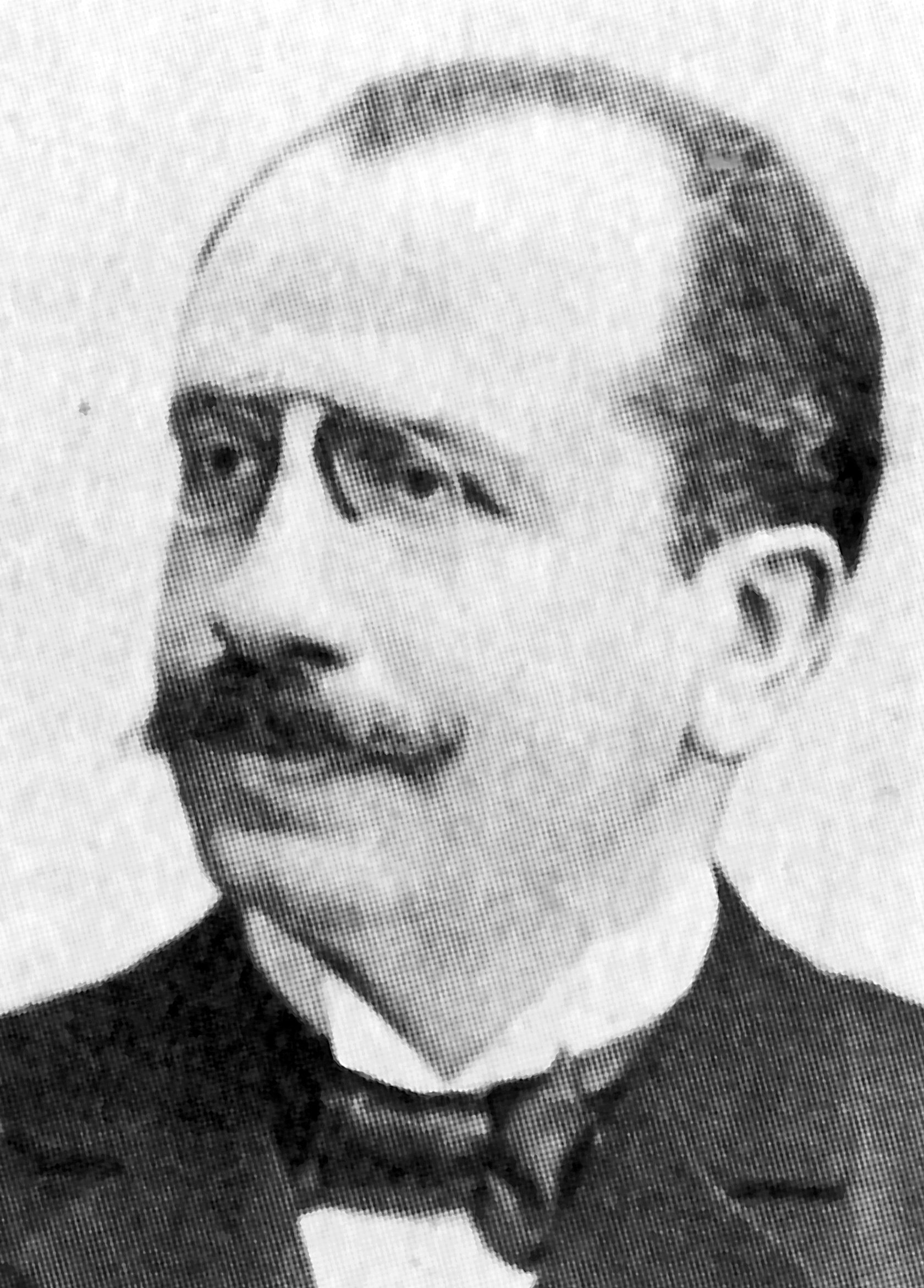
Albert Ballin

Albert Ballin (Hamburg, 15 augustus 1857 – aldaar, 9 november 1918) was een Duitse reder.

## Vroege jaren
Albert Ballin werd op 15 augustus 1857 geboren in Hamburg. Hij was het dertiende en laatste kind. Zijn vader Samual Joel Ballin was rond 1830 vanuit Denemarken naar Hamburg getrokken. Zijn tweede huwelijk was met Amalia, en bij haar kreeg hij negen kinderen. Uit het eerste huwelijk waren vier kinderen voortgekomen. In 1852 richtte hij samen met zijn partner een soort reisbureau op voor Europese emigranten naar Amerika, Morris & Co. Op 20-jarige leeftijd treedt Albert bij Morris & Co in dienst.
In 1881 sloot Morris & Co een overeenkomst met reder Edward Carr. Carr had een aantal schepen en wilde passagiers naar Amerika gaan vervoeren. De vrachtschepen van Carr werden minimaal aangepast, er waren geen cabines, maar de passagiers verbleven in enigszins aangepaste scheepsruimen. Het gebrek aan comfort werd gecompenseerd door lage tarieven. De tarieven konden verder laag zijn omdat de schepen vanuit Amerika met lading terug zouden keren naar Hamburg. De samenwerking was een succes en in 1882 vervoerden ze 12.200 passagiers en in 1883 nog eens 16.500. De Hamburg-Amerika Linie (HAPAG) was veel groter en vervoerde iets meer dan 50.000 passagiers, maar de concurrentie van Carr en Morris & Co zette de tarieven zwaar onder druk. In 1886 werd een overeenkomst gesloten, de concurrentie zou wegvallen en Albert Ballin trad op 31 mei 1886 in dienst bij HAPAG en werd verantwoordelijk voor het passagiersvervoer. Zijn aanvangssalaris was 10.000 mark.
In dat jaar telde HAPAG 24 schepen, veel minder dan de belangrijkste concurrent uit Bremen, de Norddeutscher Lloyd, die 47 trans-Atlantische schepen in de vaart had. Ballin startte een groot bouwprogramma en liet de schepen ook luxer uitvoeren om beter betalende eerste klasse passagiers aan te trekken. In 1899, Ballin was 42 jaar, werd hij eerste directeur en was HAPAG de grootste rederij ter wereld.

## Directeur bij HAPAG

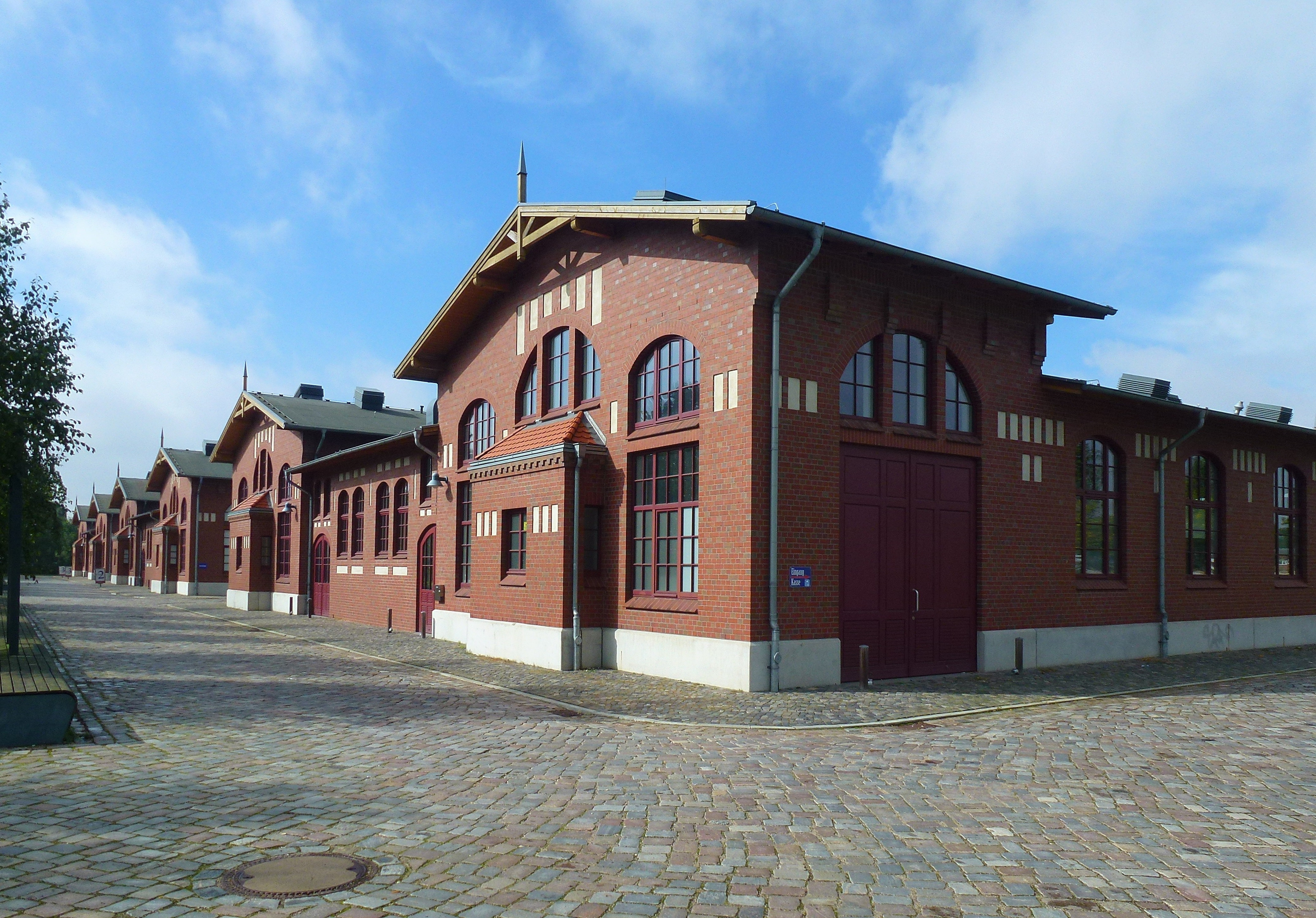
Museumgebouwen BallinStadt

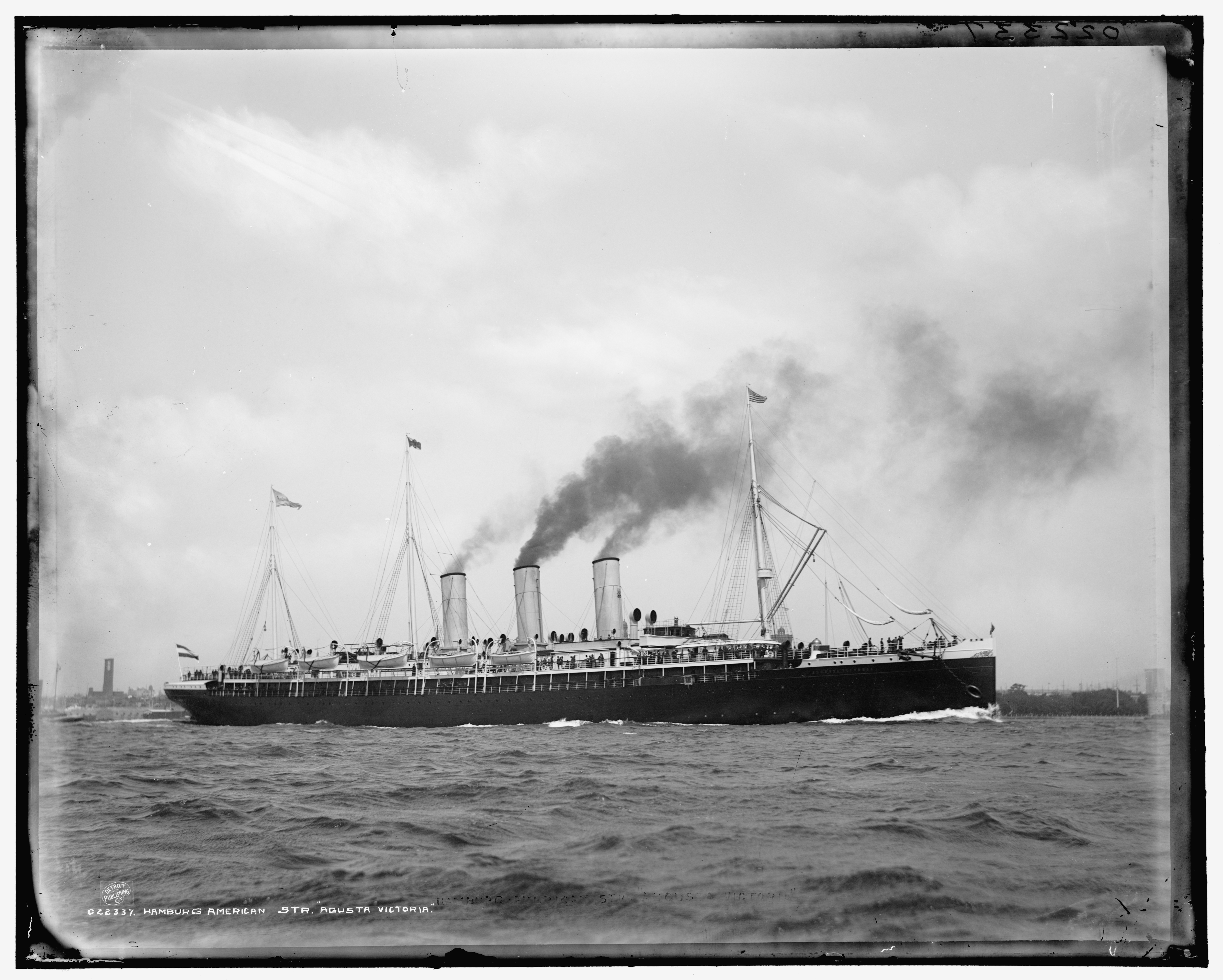
SS Augusta Victoria

Voor de opvang van emigranten had HAPAG in 1892 een groot gebouw aan de Amerikakade. Het gebouw werd snel te klein en in 1898 begon de rederij met de bouw van een alternatief op het eiland Veddel op de zuidoever van de Elbe. Op 20 december 1901 ging de opvang open met, onder andere, hotels, slaapzalen, keukens, een kerk en winkels. Naargelang de behoefte werd er bijgebouwd. De emigranten mochten het terrein niet verlaten en werden streng gecontroleerd op hun gezondheid. Zieke emigranten werden immers door de autoriteiten teruggestuurd op kosten van de rederij. In 1906 vertrokken meer dan 100.000 personen vanaf deze plaats. De faciliteiten raakten na de Tweede Wereldoorlog in verval en alle gebouwen zijn afgebroken. In 2007 opende hier het emigratiemuseum BallinStadt de deuren. De museumgebouwen zijn replica's van de slaapzalen die hier aan het begin van de 20e eeuw zijn gebouwd.
In 1891 ontmoette Ballin voor het eerst keizer Wilhelm II. Hij kwam het  passagiersschip Augusta Victoria bezoeken, vernoemd naar de keizerin. De twee deelden een warme belangstelling voor de scheepvaart en marinezaken en hadden veel contact met elkaar. De keizerin mocht Ballin niet vanwege zijn joodse achtergrond.
Ballin stond aanvankelijk zeer enthousiast tegenover de vloot expansieplannen van admiraal Alfred von Tirpitz. Naarmate de Kaiserliche Marine groter werd, nam zijn enthousiasme af. De Duitse marine kruiste meer het pad van de Royal Navy en dit leidde tot politieke spanningen die de commerciële belangen van Ballin konden hinderen. Ballin profiteerde van de wereldwijde aanwezigheid van de Britse marine die de zeewegen veilig hield. In 1909 en 1912 poogde hij tevergeefs beide regeringen bij elkaar te brengen om afspraken over vlootuitbreidingen te maken.
Ballin bleef vooral geïnteresseerd in de passagiersvaart. In 1911 gaf hij opdracht voor de bouw van drie grote passagiersschepen van de Imperator-klasse: Imperator, Vaterland en Bismarck.

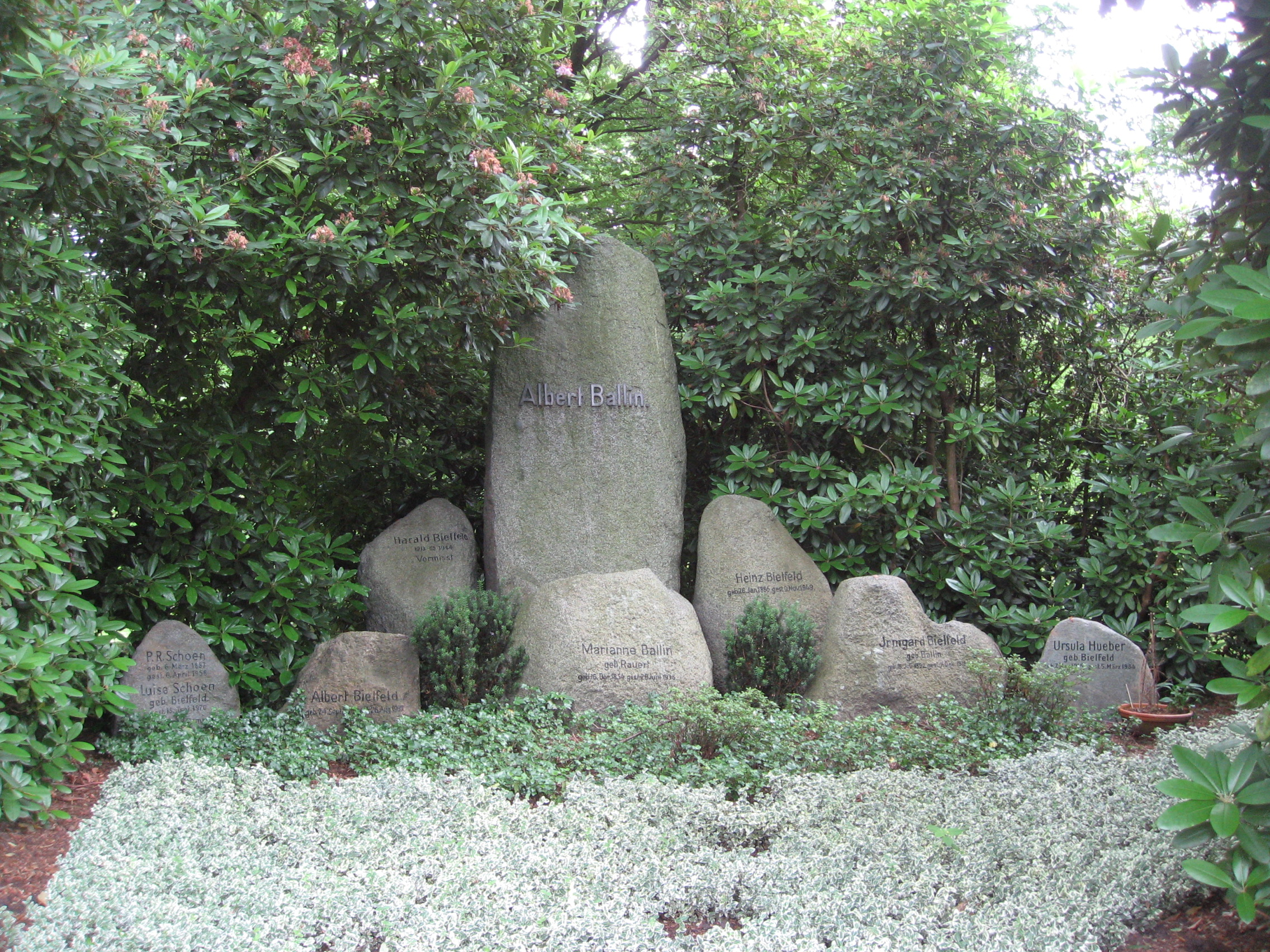
Het graf van Albert Ballin

Veel schepen van zijn rederij gingen tijdens de oorlog ten onder. Bij het naderen van het einde van de oorlog pleegde hij zelfmoord. Op 9 november 1918, twee dagen voor de wapenstilstand werd getekend, stierf hij in Elster.
Met de drie schepen van de Imperator-klasse liep het slecht af. De Imperator lag tijdens de Eerste Wereldoorlog in de haven van Hamburg opgelegd, de Vaterland lag in New York enkele jaren aan de ketting en werd in 1917 overgenomen door de Amerikaanse regering voor het transport van militairen naar het Europese front. Het werk aan de Bismarck lag tijdens de oorlog stil en het schip werd pas jaren later afgebouwd. Het kwam in 1922 in de vaart. Alle drie schepen zijn na de oorlog als herstelbetaling naar de geallieerden gegaan.

## Trivia

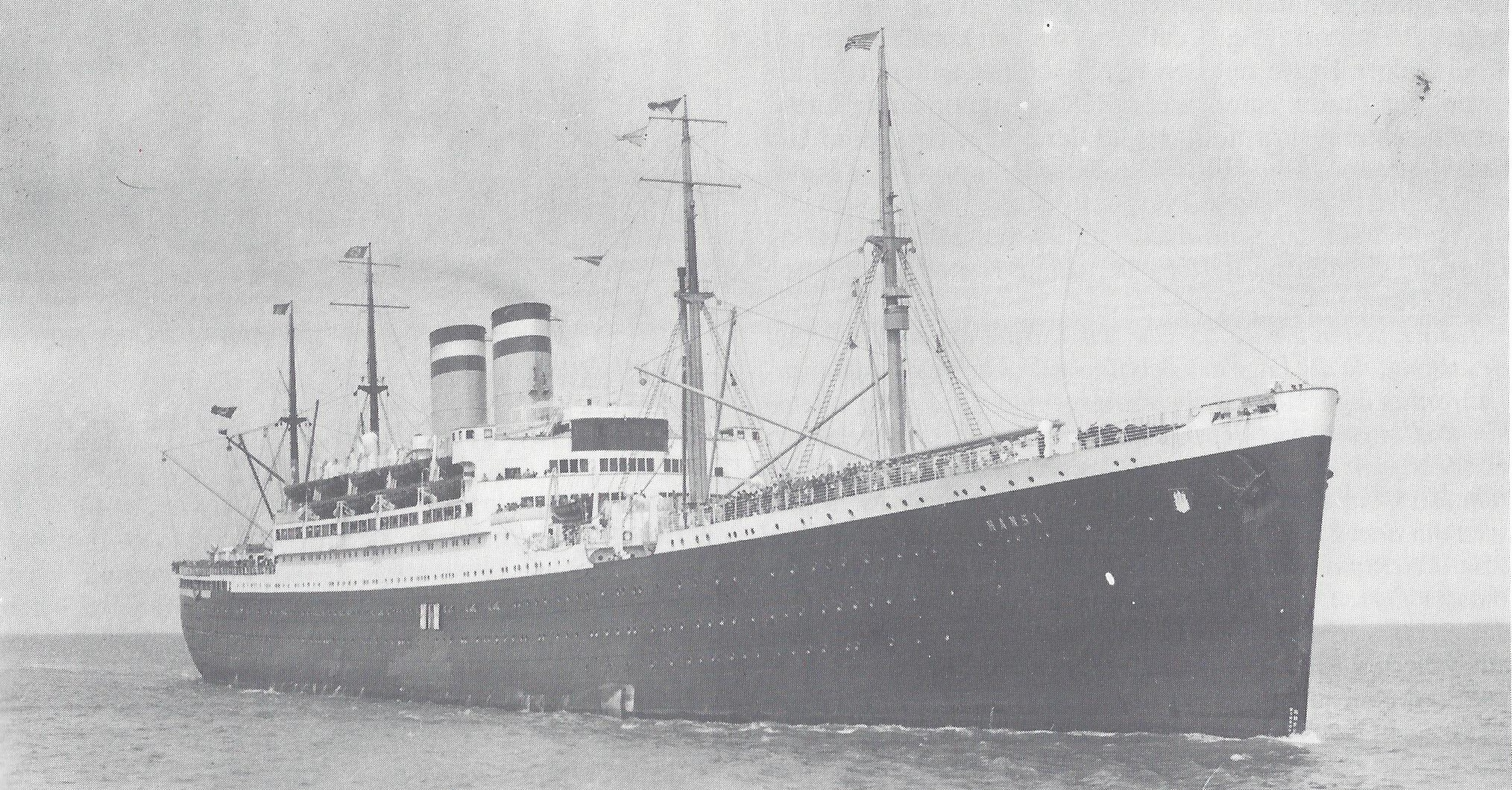
De Hansa (ex-Albert Ballin)

Na de oorlog bestelde HAPAG bij de Blohm + Voss in Hamburg een nieuw schip die de naam Albert Ballin kreeg. Het passagiersschip voer tussen Duitsland en Noord-Amerika. In 1935 kreeg de rederij de opdracht van Joseph Goebbels, de minister van Propaganda in nazi-Duitsland, het schip een andere naam te geven omdat Ballin een jood was. De nieuwe naam werd Hansa.

## Naslagwerken
- (en)  Albert Ballin Auteur: Bernhard Huldermann, uitgeverij: Cassell and Company, London, New York, Toronto and Melbourne (1922)
- (en)  Albert Ballin; business and politics in imperial Germany, 1888–1918. Auteur: Lamar Cecil, uitgeverij: Princeton University Press, 1967
- (de)  Albert Ballin Auteur: Johannes Gerhardt, uitgeverij: Hamburg University Press, 2010